# 杨文采
杨文采（1942年—），广东省梅州市大埔县人，中国地球物理学家。中国地质科学院地质研究所研究员。

## 生平
1964年8月毕业于北京地质学院，1984年6月获加拿大麦吉尔大学博士学位。兼任中国地球物理学会理事。2008年，当选第十一届全国政协委员，代表科学技术界，分入第三十一组。并担任人口资源环境委员会专委。2017年3月加盟浙江大学。